# Ger van der Grijn
Ger van der Grijn (Tienhoven, 11 juni 1924 - Amsterdam, 4 augustus 2011) was een Nederlands acteur.

## Biografie

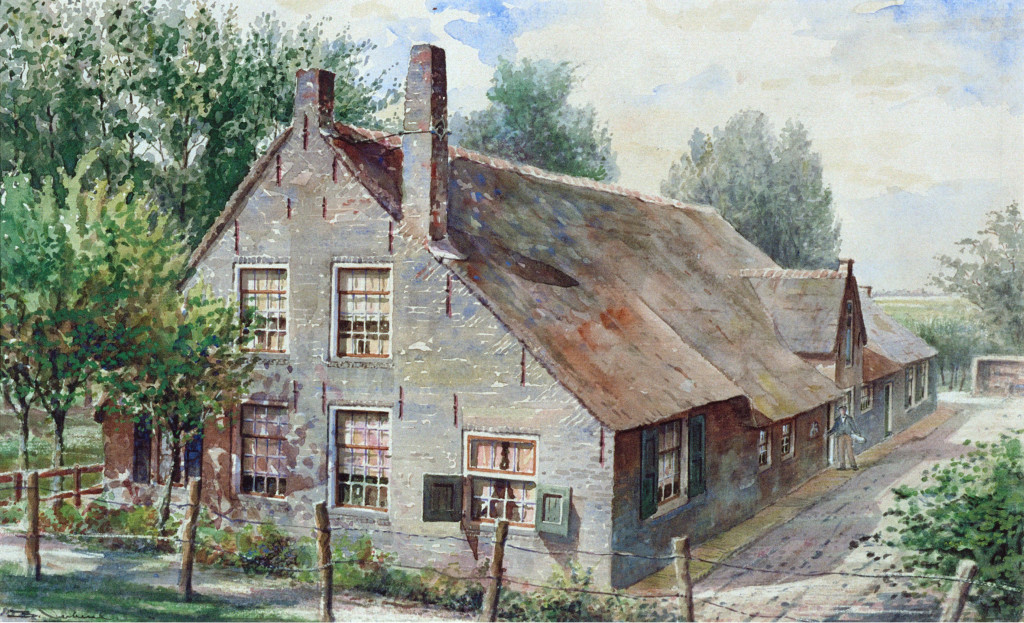
Boerderij aan de Lekdijk 46 in Tienhoven a.d. Lek, geboortehuis van Ger van der Grijn (aquarel van architect J. Verheul Dzn., 1932)

Van der Grijn begon als plateelschilder in Schoonhoven en kwam via Albert Vogel en Henk van Ulsen in aanraking met het amateurtoneel. Hij speelde in de jaren '70 en '80 voor de Amsterdamse Theatergroep Toetssteen in onder meer Heijermans’ De wijze kater, in de rol van kater, en Shakespeare. In 2001 keerde hij terug op het toneel bij ZT Hollandia, in onder andere Büchners Woyzeck en Tsjaikovski’s Het zwanenmeer.
Van der Grijns eerste televisieoptreden was in AVRO's Attent!… Op jong talent! waar hij in 1959 Tsjechovs Eind goed, al goed voordroeg. Hij was later te zien in diverse televisieseries, televisiefilms en speelfilms. Zijn debuut maakt Van der Grijn in 1974 in de VARA dramaserie Waaldrecht; zijn laatste rol had hij in 2011 in de serie A'dam - E.V.A..
Ger van der Grijn was een broer van acteur Wim van der Grijn en oom van acteur Matteo van der Grijn.

## Filmografie
Een selectie van films en series waar Van der Grijn een rol in heeft gespeeld:
- A'dam - E.V.A. (2011)
- Juliana, prinses van Oranje (2006)
- Kees de jongen(2003)
- Pietje Bell (2002)
- Baantjer (1997)
- Achilles en het zebrapad (1995)
- Overvallers in de dierentuin (1984)
- De Zevensprong (1982)
- Q & Q (1974)
- Waaldrecht (1973)